# Seqenenra Taa
Seqenenra Taa  fue el penúltimo rey de la dinastía XVII del Antiguo Egipto. Gobernó c. 1584-1579 a. C. Su nombre de coronación fue Seqen-en-Ra, pero al contrario que la mayoría de los reyes egipcios, es más conocido por el nombre de Nesut-Bity: Seqenenra, que por el nombre de Sa-Ra o nombre de Nacimiento: Taa.

## Biografía
Seqenenra nació en una época compleja, a la que se ha calificado de Segundo periodo intermedio de Egipto. Por aquel entonces, hacia 1560-1550 a. C., el delta de Nilo, al norte del país estaba dominado por los hicsos, un conjunto de pueblos provenientes de Asia cuyos dirigentes gobernaban casi todo Egipto. Sin embargo, el sur seguía siendo gobernado por dirigentes vasallos de origen egipcio, que resistían e incluso conspiraban contra el invasor. Uno de los territorios más rebeldes era el nomo de Tebas, gobernado por los mandatarios de la dinastía XVII, posibles descendientes de la dinastía XIII.
Sabemos muy poco, apenas si los nombres de los predecesores de Seqenenra y, parece ser, que eran vasallos de los gobernantes hicsos. Los intentos de rebelión en otros fuertes principados, como el de Abidos, habían sido sofocados con dureza, y los príncipes tebanos se ocupaban de conspirar en silencio, sin despertar demasiadas sospechas. Mas, algo cambió con Seqenenra.

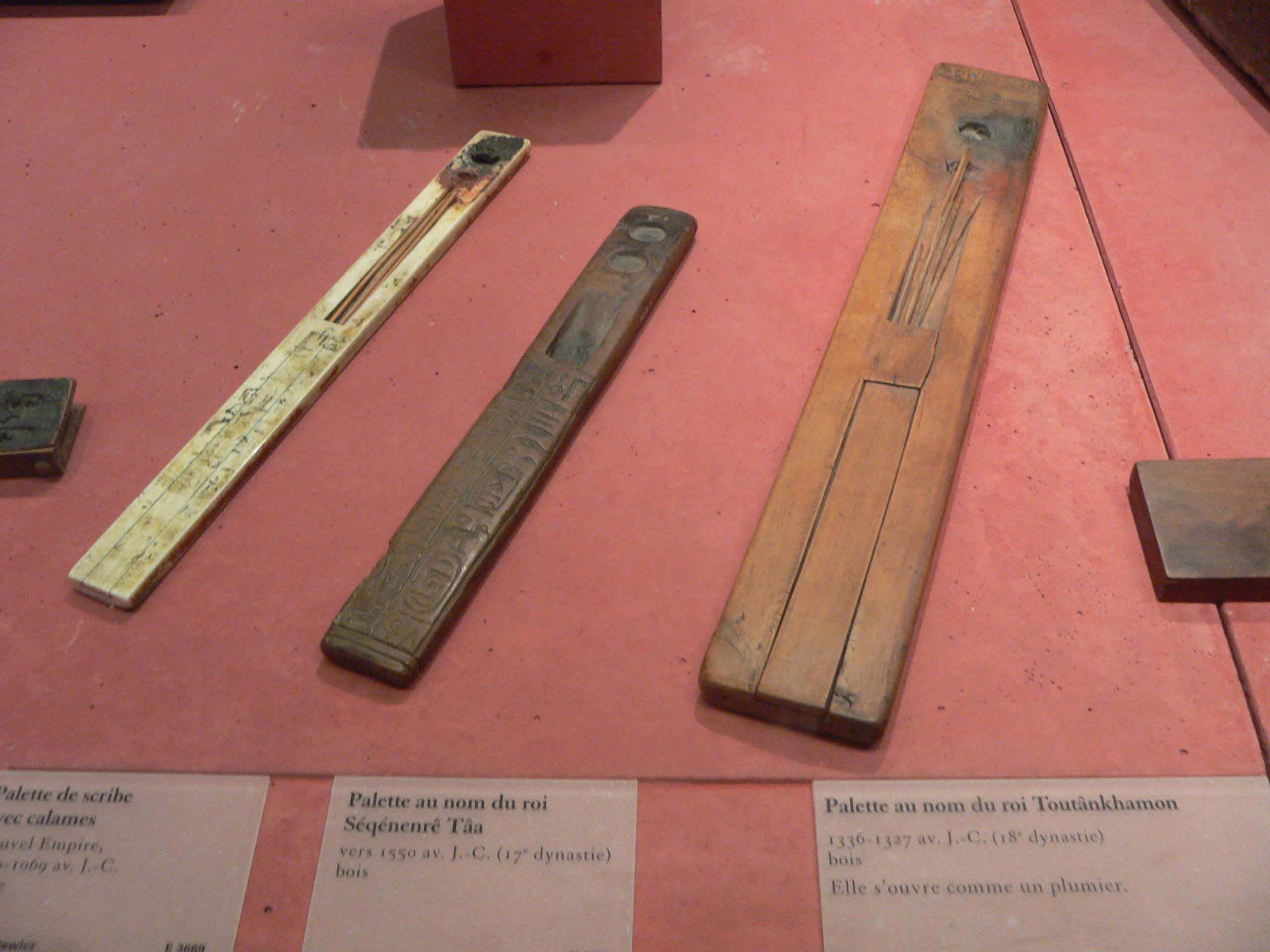
Paleta de escritura con el nombre de Seqenenra Taa. Museo del Louvre.

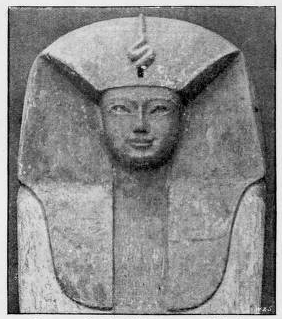
Ataúd rishi de Seqenenra Taa hallado en el escondrijo real de Deir el-Bahari (DB320).

### El valiente rey Seqenenra
Como relata una conocida historia, mitad leyenda, una embajada hicsa fue a Tebas a exigir a Seqenenra que sacrificase a los hipopótamos sagrados, pues, según decían, con sus ruidos no dejaban dormir al rey hicso, coronado faraón. No sabemos si la exigencia era textual o simbólica, y con esto se querían referir a que a sus oídos habían llegado noticias de rebelión y "recomendaban" apresar a los culpables. Sea como fuera, Seqenenra se lo tomó como una auténtica provocación y no dudó en declarar la guerra, no sin antes coronarse rey legítimo.
Pese a estar atrapado al norte por el reino de Menfis de los hicsos y al sur por el reino Kushita (Kerma) de los nubios, Seqenenra armó una considerable tropa y marchó hacia el Egipto Medio a luchar contra el rey hicso Apopi I, de la poderosa dinastía XV. Al parecer consiguió al principio algunas victorias, pero la situación no era favorable pues las fuerzas hicsas seguían siendo demasiado poderosas. Seqenenra, derrotado y muerto en combate, fue trasladado a Tebas como un auténtico héroe. La guerra de liberación de Egipto no había hecho más que comenzar.

### La familia real
Seqenenra era hijo del rey tebano Senajtenra y de una mujer de origen modesto, pero de una gran entereza, Tetisheri. Esta dama fue la fundadora de un linaje de importantes mujeres que, unidas al poder de sus hermanos-esposos, generarían la gran dinastía XVIII, una de las más largas y prósperas.
El rey estaba casado con sus tres hermanas, como era costumbre entre los faraones. Sus nombres eran Ahhotep, Ahmose-Inhapi y Sithut, aunque de todas ellas la más influyente y valiente era Ahhotep, madre de reyes y auténtica heroína de guerra. De estos matrimonios nacieron la familia llamada comúnmente ahmósida, ya que en sus nombres teóforos se mencionaba al dios lunar Ah: el rey Ahmose I, su gran esposa real Ahmose-Nefertari, así como los príncipes Ahmose-Sipair y Ahmose y las princesas Ahmose-Henuttamehu, Ahmose-Tumerisy, Ahmose-Henutemipet y Ahmose-Nebetta.

### Sucesores
El reinado de Seqenenra fue corto, apenas superior a cuatro años, pero fue el antecedente de lo que vendría después. Los fieles consiguieron hacerse con el cuerpo destrozado del rey, momificarlo y enterrarlo en la necrópolis real de la época, en Dra Abu el-Naga. Su momia nos ha llegado gracias a ser una de las presentes en el escondrijo de Deir el-Bahari, y en ella aún se pueden apreciar tres grandes heridas de hacha en la cabeza que causarían la muerte de este monarca, el predecesor del linaje de Ahmose, de los Amenhotep y de los Thutmose.
Tras Seqenenra la lucha siguió bajo el reinado de Kamose, de quien se había pensado que era su primogénito, pero que al parecer era su hermano menor. Al morir también este rey en la lucha, cuando los Hicsos ya estaban confinados en el extremo noreste de sus dominios, el siguiente rey y futuro vencedor sería el niño Ah-Mose, que tutelado por su madre regente, la reina Ahhotep, conseguiría reunificar el país e inaugurar la más importante de las etapas del Antiguo Egipto, el denominado por los modernos historiadores Imperio Nuevo de Egipto.

## Restos mortales

Momia del Faraón Seqenenra Tao
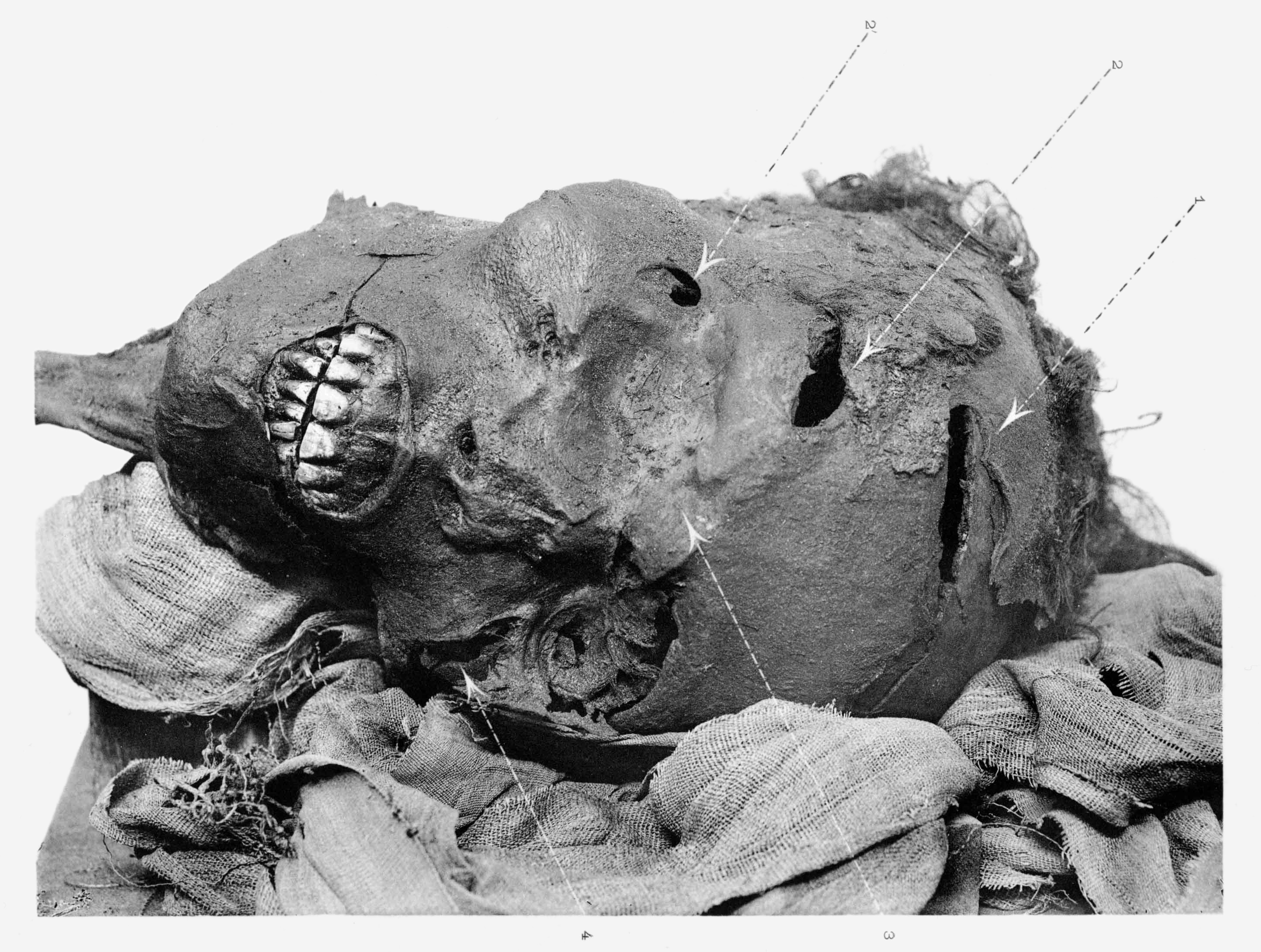
Primer plano de la cabeza de la momia de Seqennenra Taa con las heridas abiertas visibles; fotografía de 1912.
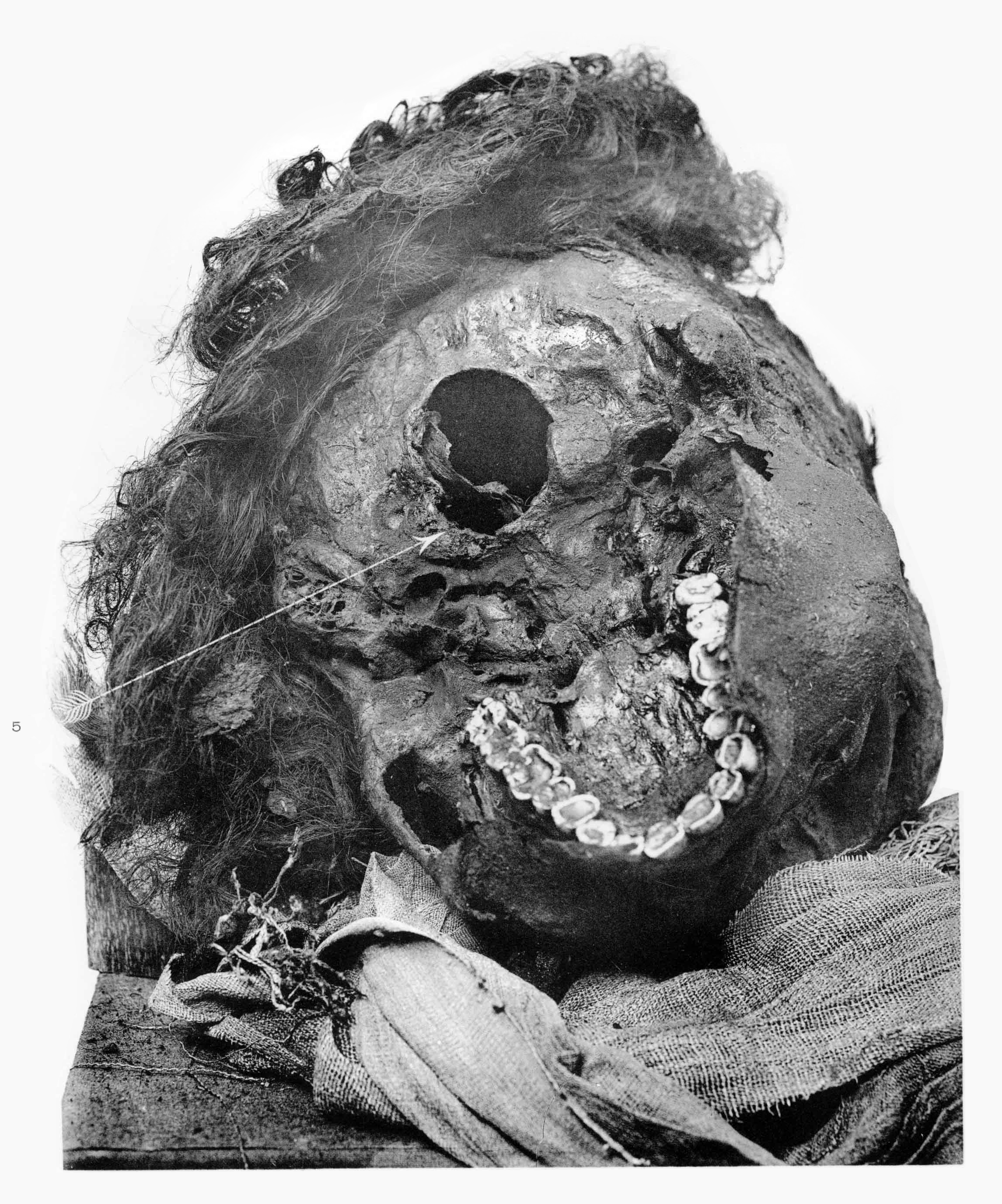
Vista de la cabeza de Seqenenra Taa desde abajo.
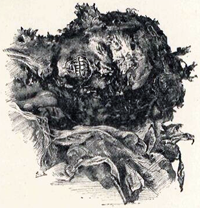
Cabeza de la momia de Seqenenra Taa al ser desvendada; ilustración de 1901.

En 2024, nuevos estudios de su momia mediante tomografía computarizada indicaron que murió con alrededor de 40 años, en combate contra los hicsos, cerca del campo de batalla. Probablemente con sus manos atadas a la espalda y ejecutado ceremonialmente con hachazos y lanzazos en la cabeza por varios enemigos que portaban diferentes armas. Los cortes coincidían exactamente con hachas hicsas conservadas en el museo de El Cairo. También se ha revelado que su embalsamamiento por su sofisticación, algunas de las heridas en el cráneo habían pasado desapercibidas porque fueron cubiertas y disimuladas con emplastos de lino, se tuvo que haber llevado a cabo en el taller real.

## Titulatura
| Titulatura | Jeroglífico | Transliteración (transcripción) - traducción - (referencias) |

| G5 |

| G5 |

| N28 · Aa13 | R19 | X1 · N24 |

| N28 · Aa13 | R19 | X1 · N24 |

| N28 · Aa13 | R19 | X1 · N24 |

| N28 · Aa13 | R19 | X1 · N24 |

| G5 |

| G5 |

| N28 · Aa13 | R19 | X1 · N24 |

| N28 · Aa13 | R19 | X1 · N24 |

| N28 · Aa13 | R19 | X1 · N24 |

| N28 · Aa13 | R19 | X1 · N24 |

| N5 | O34 · N29 | N35 · N35 |

| N5 | O34 · N29 | N35 · N35 |

| N5 | O34 · N29 | N35 · N35 |

| N5 | O34 · N29 | N35 · N35 |

| N5 | O34 · N29 | N35 · N35 |

| N5 | O34 · N29 | N35 · N35 |

| N5 | O34 · N29 | N35 · N35 |

| N5 | O34 · N29 | N35 · N35 |

| N5 | O34 · N29 | N35 · N35 |

| N5 | O34 · N29 | N35 · N35 |

| N5 | O34 · N29 | N35 · N35 |

| N5 | O34 · N29 | N35 · N35 |

| N5 | O34 · N29 | N35 · N35 |

| N5 | O34 · N29 | N35 · N35 |

| N5 | O34 · N29 | N35 · N35 |

| N5 | O34 · N29 | N35 · N35 |

| X1 · X4 | O29 · D36 | Y1 |

| X1 · X4 | O29 · D36 | Y1 |

| X1 · X4 | O29 · D36 | Y1 |

| X1 · X4 | O29 · D36 | Y1 |

| X1 · X4 | O29 · D36 | Y1 |

| X1 · X4 | O29 · D36 | Y1 |

| X1 · X4 | O29 · D36 | Y1 |

| X1 · X4 | O29 · D36 | Y1 |

| X1 · X4 | O29 · D36 | Y1 |

| X1 · X4 | O29 · D36 | Y1 |

| X1 · X4 | O29 · D36 | Y1 |

| X1 · X4 | O29 · D36 | Y1 |

| X1 · X4 | O29 · D36 | Y1 |

| X1 · X4 | O29 · D36 | Y1 |

| X1 · X4 | O29 · D36 | Y1 |

| X1 · X4 | O29 · D36 | Y1 |